# ويلموت بيركنز
ويلموت بيركنز (بالإنجليزية: Wilmot Perkins) هو صحفي ومقدم تلفزيوني جامايكي، ولد في 3 سبتمبر 1931 في أبرشية بورتلاند ‏ في جامايكا، وتوفي في 10 فبراير 2012.